# سيد محمد كلاردشتي
السيد محمد كلاردشتي، الملقب بـالسيد عالمگير، كان أحد الشخصيات البارزة والموقرة في طائفة يارسان (أهل الحق) خلال العهد القاجاري. كان من قومية اللَك وينتمي إلى عائلة آتش‌بيگي. في عام 1309 هـ (1891 م)، قاد انتفاضة في كلاردشت، في إقليم مازندران، برفقة عدد كبير من الناس، معظمهم من قبيلة خواجوند وأتباع طائفة أهل الحق، ضد أعوان حكومة ناصر الدين شاه القاجاري. أُرسل محمد ولی‌ خان تنکابنی (المعروف بلقب ساعد الدولة) لقمع هذه الانتفاضة، وبعد اشتباكات عنيفة، قُتل عدد كبير من أنصاره، وأُلقي القبض على السيد محمد ونُقل إلى طهران.

## حياته
كان السيد محمد كلاردشتي، ابن السيد إسماعيل، من أصل لكّي وتحديدًا من قبيلة دلفان، وُلد في كرمانشاه، وأقام لاحقًا في تبريز. لا يُعرف تاريخ ميلاده ووفاته بدقة، لكن يُرجح أنه وُلد عام 1848 م (1265 هـ)، وتوفي في 7 سبتمبر 1916 م (16 شهریور 1295 هـ.ش / 9 ذو القعدة 1334 هـ). دُفن في منطقة جیتگر، حيث لا يزال قبره مزارًا لأتباعه ومحبيه.
فقد والده وهو في العاشرة من عمره، وانتقل مع والدته للعيش تحت رعاية ودعم السيد محمد حسن آقا التبريزي، الذي يُعتقد، وفقًا لبعض الروايات، أنه كان ابن عمه. في عام 1308 هـ (1890 م / 1260 هـ.ش)، انتقل من كرمانشاه إلى كلاردشت، حيث بدأ في نشر أفكاره المعارضة لناصر الدين شاه وحكومته. ومع مرور الوقت، اجتذب عددًا متزايدًا من الأتباع، قُدّر عددهم بحوالي ألفي شخص.

## شرح انتفاضته
وفقًا لما كتبه بعض المؤرخين والدارسين، وردت في عام 1309 هـ (1270 هـ.ش / 1891 م)، أنباء من كلاردشت تفيد بأن رجلًا من السادة يُحرِّض الناس على التَّمرُّد، يدَّعي أن الشاه لا يلتزم بأحكام الشريعة المُقدَّسة ومبادئ الدين. وبعد فترة طويلة من الترويج لأفكاره، تمكّن هذا السيد من جمع نحو ألفي شخص حوله، وسمّى نفسه "سام". في عقيدة يارسان، يُذكر شخص باسم سام يُعتبر تجليًا للحقيقة المطلقة. كما أطلق على نفسه لقب "عالمگير".
أمر ناصر الدين شاه القاجاري بإرسال ساعد الدولة تنكابني، بمساعدة علاء الدولة، على رأس قوة قوامها 500 جندي لقمع التمرد في كلاردشت، الموجودة في إقليم مازندران. وبعد مرور عشرين يومًا على تحرك ساعد الدولة، ورد تقرير يفيد بمقتل 200 من المُتمَرِّدين، والقبض على السيد محمد كلاردشتي. قُيِّدَ السيد محمد بالسلاسل، وحُمِلَ مُقيَّدًا على ظهر بغل، ثم أُدخل العاصمة وسط مراسم مشدَّدة، وعُرض مباشرة على الشاه. وعندما واجهه الشاه بالتوبيخ واللَّوم، لجأ إلى البُكاء والتَّوسُّل، مُدّعيًا البراءة، وحمّل رفاقه مسؤولية ما حدث، فأمر الشاه بسجنه.
في 17 محرم 1309 هـ، وبتدخُّل من نائب السلطنة، أُطلق سراح السيد محمد من السجن، وخصصت له الحكومة راتبًا شهريًّا قدره 20 تومانًا. ومنذ أسره بسبب انتفاضة كلاردشت، صار يُعرف بلقب "السيد كلاردشتي"، لكنه فُرضت عليه الإقامة الجبرية في طهران لمُدَّة غير مُحدَّدة. وحرصت الحكومة على تأمين معيشته بمنحه راتبًا شهريًّا، وقد سجّل اعتماد السلطنة هذا المبلغ في وثائقه الرسمية.
بعد الإفراج عنه، أقام السيد محمد لفترة في منطقة أميريّة بطهران، ثم انتقل إلى چیتگر، حيث استقر في الأراضي الخاضعة لإدارة الدولة واشتغل بالزراعة.

### انتفاضته ومصيرها
في مذكراته ومشاهداته التي نُشرت تحت عنوان «من أنفسنا جاءت مصائبنا»، أشار أبو الحسن بُزُرگ أميد إلى بعض التفاصيل المتعلقة بانتفاضة السيد محمد كلاردشتي، وعلّق على طبيعة هذه الانتفاضة قائلًا:
"لو كان هناك مضخة غاز مسيل للدموع في ذلك الوقت، لما أُريقت دماء كل هؤلاء الأبرياء عبثًا. لقد جاء هؤلاء التعساء، الذين اعتقدوا أن السيد وأجداده هم حُماتهم وحُرّاسهم، حاملين المجارف والهراوات ليحققوا النصر للسيد، وظنّوا أن بحر قزوين سيبتلع جيش ناصر الدين شاه الكافر، تمامًا كما أغرق البحر جيش فرعون الذي كان يلاحق موسى وأتباعه! ... وهكذا، بفضل انتصاره على هذه المجارف والهراوات، نال ساعد الدولة رتبة القائد العسكري!"

### الخلاف حول أعداد القتلى
لا يوجد إجماع على عدد القتلى في هذه الانتفاضة. فبينما قدّر بُزُرگ أميد عدد الضحايا بحوالي 200 شخص، أشارت مصادر أخرى إلى مجزرة راح ضحيتها 1200 من أنصار السيد محمد خلال قمع الانتفاضة على يد ساعد الدولة، بل وذكرت بعض الروايات أن السيد نفسه قُتل مع أتباعه.
في كل الأحوال، بعد قمع الانتفاضة، مُنح محمد ولي خان تنكابني (ساعد الدولة) لقب القائد العسكري، وكافأه الشاه بتوزيع مبالغ مالية في ميدان توپخانه تعبيرًا عن امتنانه لدحر التمرد. ووفقًا لتقرير ساعد الدولة المرفوع إلى الشاه، فقد بلغ عدد قتلى أنصار السيد 150 شخصًا، بينما قُتل من الجيش الحكومي 10 إلى 12 جنديًا. ومع ذلك، تُشير بعض الروايات إلى أن عدد القتلى من السكان المحليين تجاوز الألفين.

### العقوبات الانتقامية بعد القمع
لم تنتهِ المواجهات بمجرد القبض على السيد، فبعد رحيل ساعد الدولة ونقل السيد إلى طهران، استمر أبناؤه في تنفيذ عمليات انتقامية دامت ثلاثة أشهر، حيث كانوا يلاحقون أفراد قبيلة خواجوند، فيقيدونهم إلى الأشجار ويُطلقون النار عليهم، بينما دُفن بعضهم أحياء بعد تقييد أيديهم وأرجلهم. كما تعرّضت القرى المتبقية على ضفاف البحر، والتي كانت مأهولة بأفراد من قبيلة خواجوند، للنهب والتدمير، وأُسر سكانها. ووفقًا لإحدى الروايات، فقد احتُجزت فتاة من قبيلة خواجوند في منزل ساعد الدولة في خرم‌آباد لمدة عام كامل.